# Samer
Samer lã một xã tại tỉnh Pas-de-Calais trong vùng Hauts-de-France của Pháp. 

## Dân số
| 1962                                                         | 1968 | 1975 | 1982 | 1990 | 1999 | 2006 |
| ------------------------------------------------------------ | ---- | ---- | ---- | ---- | ---- | ---- |
| 2563                                                         | 2675 | 2845 | 2930 | 3026 | 3105 | 3478 |
| Số liệu điều tra dân số từ năm 1962: Dân số không tính trùng |      |      |      |      |      |      |

## Địa điểm nổi bật
- Nhà thờ St.Martin, thế kỷ 15.
- Lâu đài Grand-Molinet, thế kỷ 18.

## Nhân vật
- Jean Charles Cazin (1840-1901), họa sĩ.